# Babe Siebert
Charles Albert Siebert (14 de janeiro de 1904 - 25 de agosto de 1939) foi um canadense profissional em hóquei no gelo, posicionado na área defensiva e na ala esquerda, que jogou 14 temporadas na NHL para o Maroons Montreal, New York Rangers, Boston Bruins e Montreal Canadiens.

## Estatísticas da carreira
| 1923–24            | Kitchener Twin City     | OHA-Sr             | 10  | 9   | 4   | 13  | —   | —  | — | — | —  | —  |
| 1924–25            | Niagara Falls Cataracts | OHA-Sr             | 20  | 9   | 2   | 11  | 26  | 10 | 7 | 0 | 7  | —  |
| 1925–26            | Montreal Maroons        | NHL                | 35  | 16  | 8   | 24  | 108 | 8  | 2 | 2 | 4  | 6  |
| 1926–27            | Montreal Maroons        | NHL                | 42  | 5   | 3   | 8   | 116 | 2  | 1 | 0 | 1  | 2  |
| 1927–28            | Montreal Maroons        | NHL                | 39  | 8   | 9   | 17  | 109 | 9  | 2 | 0 | 2  | 26 |
| 1928–29            | Montreal Maroons        | NHL                | 40  | 3   | 5   | 8   | 52  | —  | — | — | —  | —  |
| 1929–30            | Montreal Maroons        | NHL                | 39  | 14  | 19  | 33  | 94  | 3  | 0 | 0 | 0  | 0  |
| 1930–31            | Montreal Maroons        | NHL                | 43  | 16  | 12  | 28  | 76  | 2  | 0 | 0 | 0  | 6  |
| 1931–32            | Montreal Maroons        | NHL                | 48  | 21  | 18  | 39  | 64  | 4  | 0 | 1 | 1  | 4  |
| 1932–33            | New York Rangers        | NHL                | 43  | 9   | 10  | 19  | 38  | 8  | 1 | 0 | 1  | 12 |
| 1933–34            | New York Rangers        | NHL                | 13  | 0   | 1   | 1   | 5   | —  | — | — | —  | —  |
| 1933–34            | Boston Bruins           | NHL                | 32  | 5   | 6   | 11  | 31  | —  | — | — | —  | —  |
| 1934–35            | Boston Bruins           | NHL                | 48  | 6   | 18  | 24  | 80  | 4  | 0 | 0 | 0  | 0  |
| 1935–36            | Boston Bruins           | NHL                | 45  | 12  | 9   | 21  | 66  | 2  | 0 | 1 | 1  | 0  |
| 1936–37            | Montreal Canadiens      | NHL                | 44  | 8   | 20  | 28  | 38  | 5  | 1 | 2 | 3  | 2  |
| 1937–38            | Montreal Canadiens      | NHL                | 37  | 8   | 11  | 19  | 56  | 3  | 1 | 1 | 2  | 0  |
| 1938–39            | Montreal Canadiens      | NHL                | 44  | 9   | 7   | 16  | 36  | 3  | 0 | 0 | 0  | 0  |
| Totalização da NHL | Totalização da NHL      | Totalização da NHL | 592 | 140 | 156 | 296 | 982 | 49 | 7 | 5 | 12 | 62 |